# Ettore Spalletti
Ettore Spalletti (Cappelle sul Tavo, 26 gennaio 1940 – Spoltore, 11 ottobre 2019) è stato un pittore e scultore italiano.

## Biografia
Nato il 26 gennaio 1940 a Cappelle sul Tavo in provincia di Pescara, si trasferì a Roma per studiare Scenografia all'Accademia di belle arti. I suoi primi lavori risalgono agli anni Sessanta, e nel corso dei decenni arrivò ad esporre le sue opere presso le più prestigiose sedi italiane ed internazionali. Nel 1996 realizzò, per l'Hôpital Raymond-Poincaré di Garches, installazioni permanenti di particolare intensità emotiva poste nell'obitorio dell'ospedale.
Le sue opere sono state presentate a documenta di Kassel (1982, 1992), alla Biennale di Venezia (1982, 1993, 1995, 1997) dove ha presentato complessivamente 8 opere, e in mostre personali a Parigi al Musée d'art moderne de la Ville de Paris (1991), a New York (Osmosis, S. R. Guggenheim Museum, 1993, con Haim Steinbach), ad Anversa al Museum van Hedendaages Kunst (1995), a Strasburgo a (Salle des fêtes, Musée d'art moderne et contemporain (1998, 1999), Napoli al Museo nazionale di Capodimonte (1999), Leeds alla Henry Moore Foundation (2005).
Nel 2014 la più completa retrospettiva dell'opera dell'artista, intitolata Un giorno così bianco, così bianco, è stata allestita in un circuito museale formato dal MAXXI di Roma, dalla GAM di Torino e dal Museo Madre di Napoli. È da ricordare anche la mostra Giorgio Morandi. Ettore Spalletti. Dialogo di luce alla Galleria d'Arte Maggiore g.a.m. di Bologna.
Per l'Enciclopedia Treccani progettò copertina e risguardi di un'edizione a tiratura limitata della enciclopedia di colore azzurro e fregi in oro. A Pescara progettò La Fontana presso il piazzale del Palazzo del Tribunale (Piazza Ettore Troilo, realizzata nel 2004).
Nel 2017 fu insignito della laurea honoris causa in Architettura presso l'Università degli Studi "Gabriele d'Annunzio" di Pescara.
È morto a 79 anni a Spoltore, sempre in provincia di Pescara e vicino al suo paese natale, l'11 ottobre 2019 per complicanze legate ad una polmonite.

## Ettore Spalletti nei musei
- Museo di Palazzo ducale, sez. arte moderna e contemporanea di Gubbio (PG)
- Villa Menafoglio Litta Panza di Varese
- Museo d'Arte Contemporanea, Castello di Rivoli
- Museo MADRE di Napoli
- Museo MAXXI di Roma